# Takern I
Takern I ist eine Ortschaft in der Gemeinde St. Margarethen an der Raab im Bezirk Weiz, Steiermark.

## Infrastruktur
Es gibt keine untergeordneten Orte in Takern I. Die Entfernung zwischen Takern I und der steiermärkischen Landeshauptstadt Graz beträgt ca. 24 km. Die Hauptstadt Wien ist ca. 136 km von Takern I entfernt.